# Blockhaus (Militär)

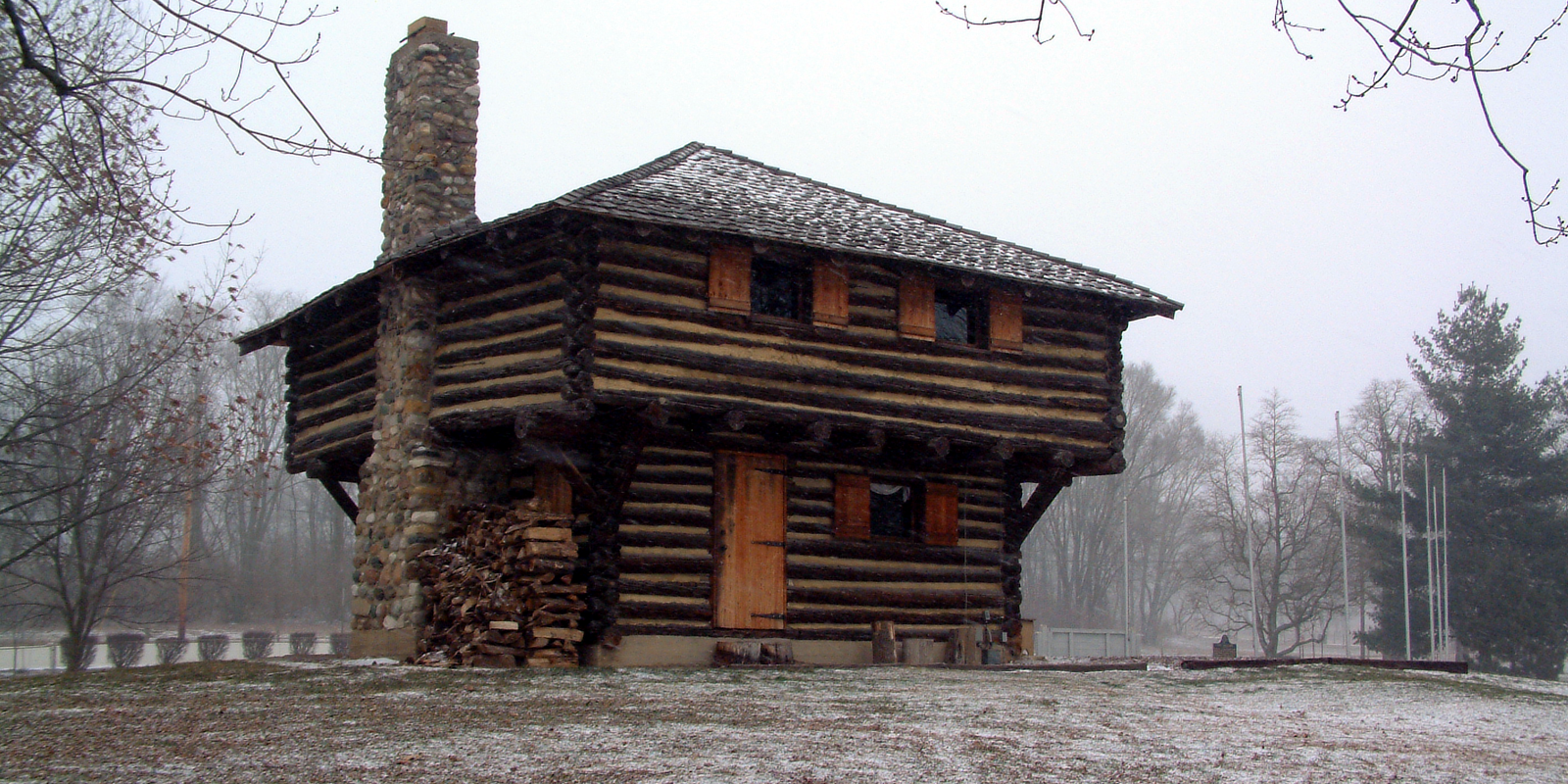
Blockhaus im Fort Ouiatenon, Indiana, hier Blockhaus im militärischen wie im bautechnischen Sinn

Im Bereich des militärischen Befestigungswesens versteht man unter einem Blockhaus einen kleinen Schutzbau aus Stein oder Holz, der an strategisch wichtigen Stellen errichtet wird, um feindliche Vorstöße aufzuhalten. Es ist zur Verteidigung mit Schießscharten versehen und mit Kanonen und Gewehren ausgestattet.

## Blockhäuser in Nordamerika

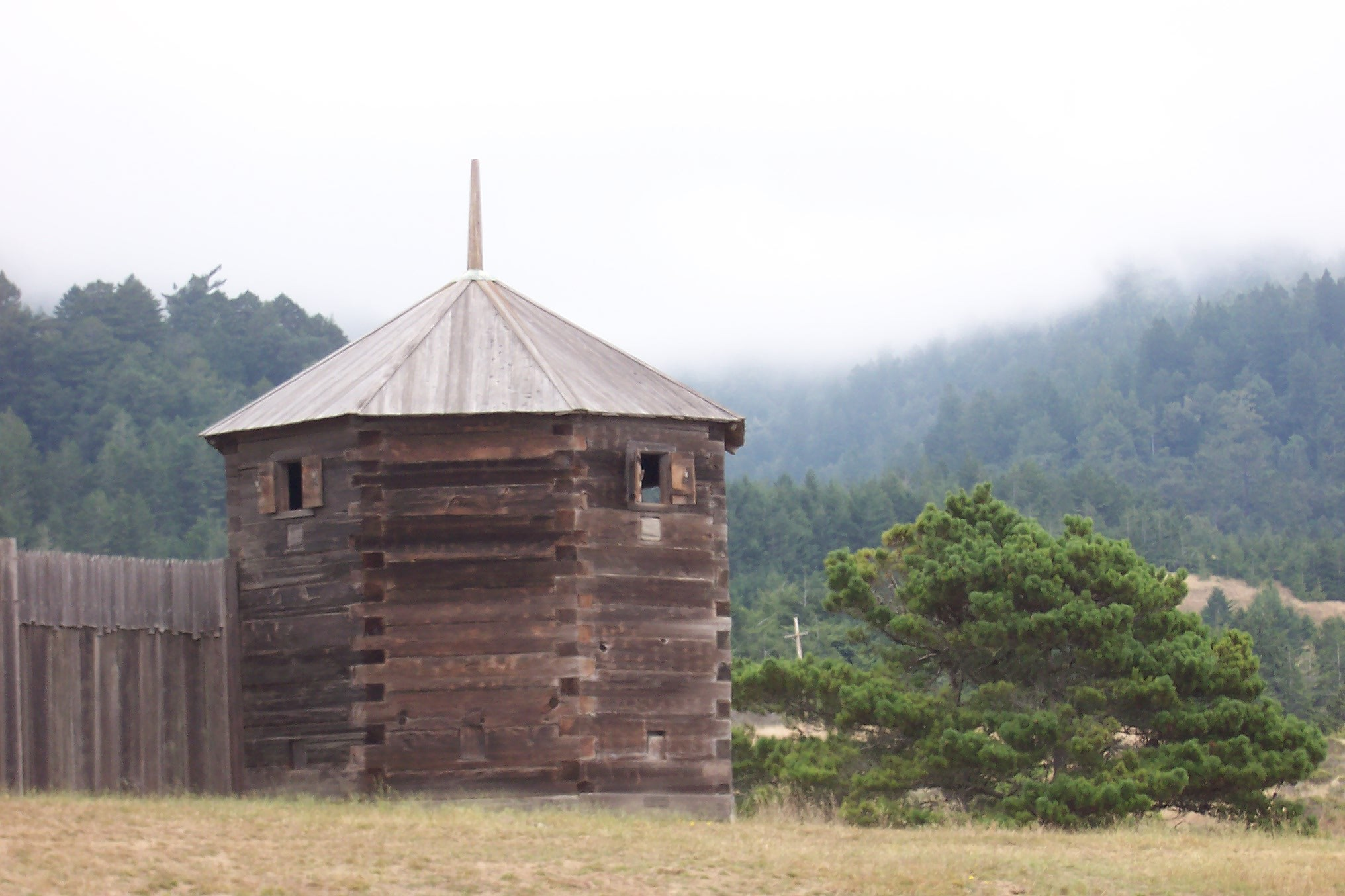
Turmartiges Blockhaus mit polygonalem Grundriss im Fort Ross, Kalifornien (moderne Rekonstruktion)

Im Nordamerika der Kolonialzeit dienten quadratische oder auch sechs- oder achteckige Holzgebäude zur Grenzsicherung und wurden teilweise mit Palisaden und Schutztürmen zu Forts ausgebaut.

## Blockhäuser in Europa
Bei europäischen Festungs- oder Wallanlagen wurden im vorgelagerten Bereich Blockhäuser aus Holz oder Stein errichtet. Sie befinden sich zum Beispiel im von der Festung aus gedeckten Bereich außerhalb des Festungsgrabens an solchen Verteidigungspositionen, von denen aus gegnerische Angriffe am besten unterbunden werden können, z. B. in der Nähe von Zugangswegen als „Kehlblockhaus“. Ab Ende des 19. Jh. wurden Blockhäuser oft an den Enden von strategisch als wichtig eingestuften Brücken, insbesondere Eisenbahnbrücken, erbaut. Manchmal hatten sie hier die Bauform von Türmen (oft zwei flankierende Türme) und werden dann oft umgangssprachlich als Brückenkopf bezeichnet.
Bekanntestes Beispiel ist die  Brücke von Remagen. Ein klassisches Blockhaus befindet sich bis heute an der Spreebrücke der Bahnstrecke Cottbus–Spremberg.

## Blockhäuser in Südafrika

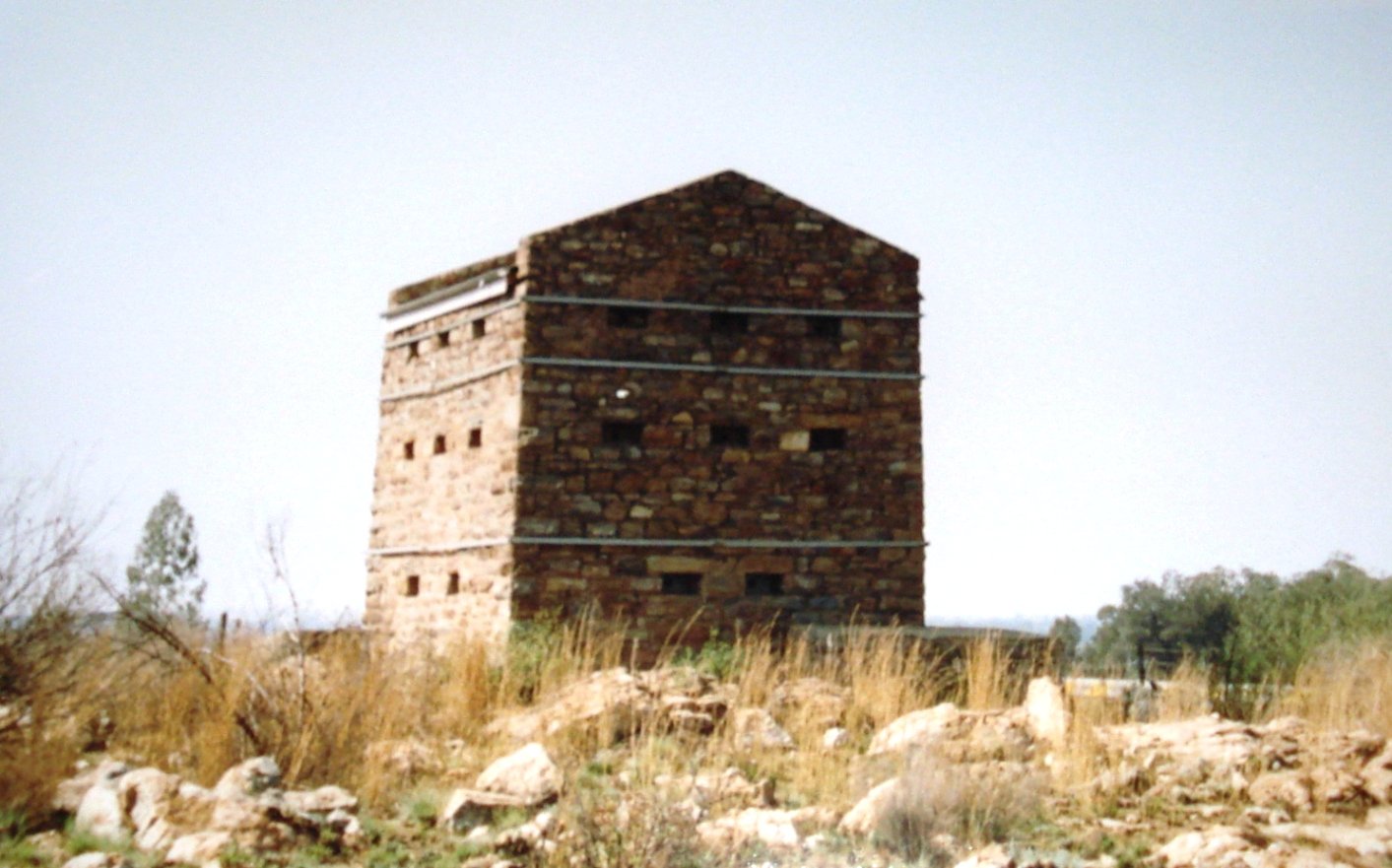
Das Witkop Blockhouse nahe Johannesburg in Südafrika

Während des Zweiten Burenkrieges (1899–1902) zwischen Großbritannien und den Burenrepubliken Oranje-Freistaat und Südafrikanische Republik (Transvaal) wurde von den britischen Truppen unter Lord Roberts zahlreiche Blockhäuser errichtet, um strategisch wichtige Stellen zu sichern und burische Truppenbewegungen zu kontrollieren. Von diesen Blockhäusern sind heute noch 50 erhalten, z. B. das Witkop Blockhouse.

## Blockhäuser im Ersten Weltkrieg
Seit der Schlacht an der Somme wurden in die Schützengräbenlinien der Deutschen und ihrer Verbündeten Blockhäuser integriert. Sie dienten hauptsächlich als befestigte Maschinengewehrstellungen und hatten einen langen waagerechten Schlitz. Sie bestanden aus Eisenbeton und waren mit Balken verstärkt. Es gab auch stärker bewehrte Blockhäuser zur Aufnahme von leichten und mittleren Geschützen. Da die Blockhäuser schwerem Artilleriefeuer nicht standhalten konnten, mussten sie bis zum Einsatz gegen die herannahende Infanterie unerkannt bleiben.

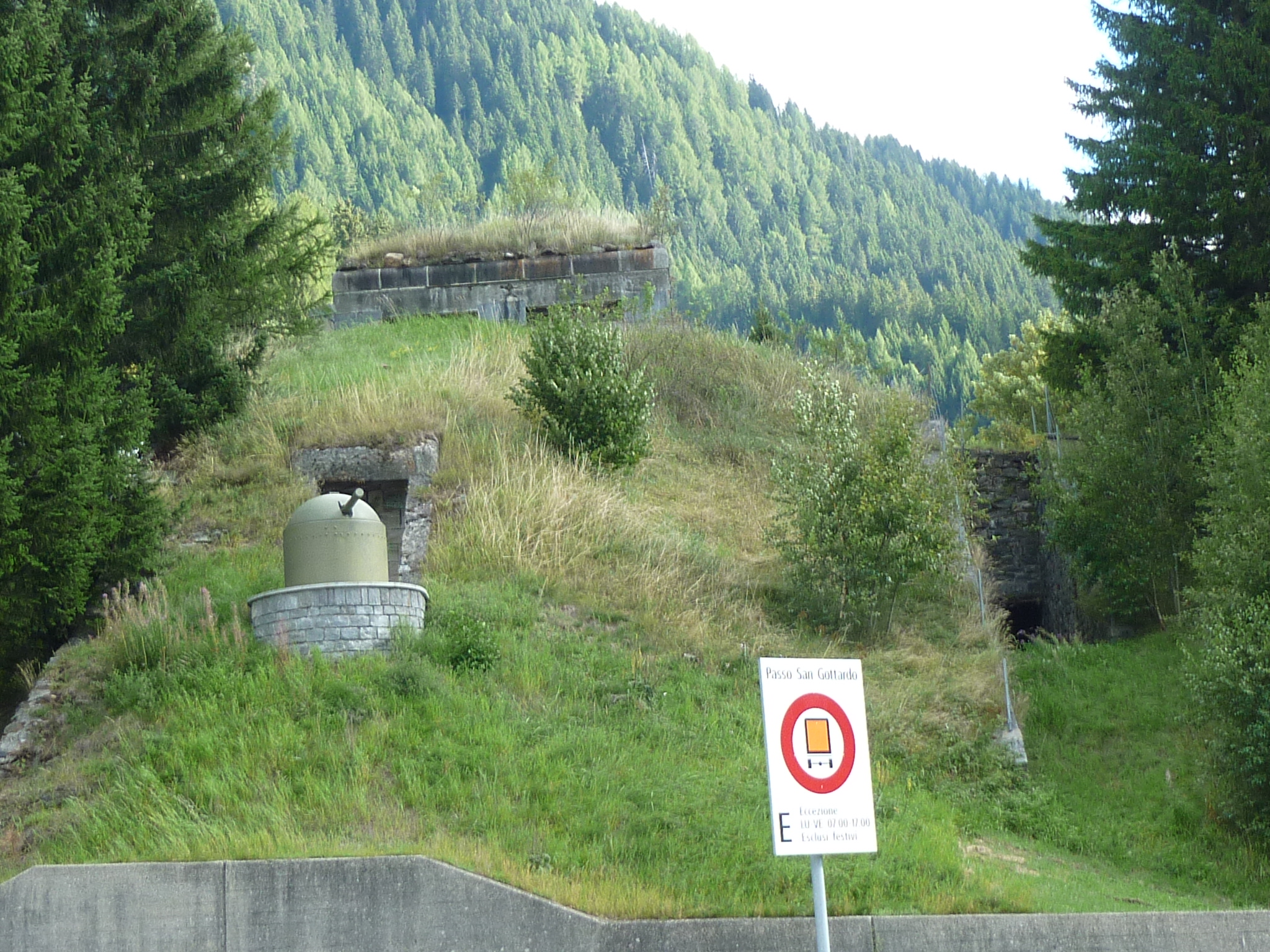
Blockhaus mit Fahrpanzer am Eingang des Gotthardtunnels in Airolo, Schweiz

## Blockhäuser im Zweiten Weltkrieg
In der Zeit der Weltkriege entwickelten sich Blockhäuser zu massiven oberirdischen Bunkergebäuden aus Stahlbeton, die auch Artillerie- und Flugzeugbombenbeschuss standhalten konnten. Einige der Blockhäuser am West- und Atlantikwall sind auch heute noch erhalten.